# Ana Benderać
Ana Benderać (en serbe cyrillique : Ана Бендераћ) est une joueuse d'échecs serbe née le 25 janvier 1977 à New York, grand maître international féminin (GMF) depuis 2004 et deux fois vainqueur de la Coupe d'Europe des clubs d'échecs.

## Biographie et carrière
Ana Benderać est née en janvier 1977.  Avec l'équipe féminine de Yougoslavie puis de la Serbie-et-Monténégro, Ana Benderać participa cinq fois à l'Olympiade d'échecs féminine de 2002 à 2012, marquant 25 points en 25 parties au premier échiquier de réserve (première remplaçante= ; son équipe  finit septième en 2002 en 2008.
En 1997, avec l'équipe yougoslave du Goša Smederevska Palanka, elle obtient la médaille d'or par équipe au deuxième championnat d'Europe féminin des clubs d'échecs disputé à Rijeka.
En 2003, avec l'équipe yougoslave du ŠK Internet-CG Podgorica, elle obtient la médaille d'or par équipe et la médaille d'argent au quatrième échiquier à la huitième coupe d'Europe féminine des clubs d'échecs disputée à Rethymnon.
Avec l'équipe de Podgorica, elle remporta deux autres médailles à la Coupe d'Europe des clubs : en 2005, elle remporta la médaille de bronze par équipe. En 2002, elle remporta la médaille de bronze individuelle au troisième échiquier.
En 2004, la Fédération internationale des échecs (FIDE) lui décerne le titre de grand maître international féminin (GMF).